# Hov, Östervåla
Hov, är en by i Östervåla socken, Heby kommun.

Byn omtalas första gången 1316 "in Hoff", då två kyrkolandbor upptas i förteckningen över vad hertig Valdemar uppburit i kyrkogodsen i Tiundaland. I ett odaterat brev från 1340-talet intygar Bengt Kirstinesson att hans mor i livstiden uppburit full betalning för Hov, en försäljning som då borde ha skett före 1316.
Tidigare forskning tolkade ortnamnet Hov som "hedniskt gudatempel", modernare forskning ställer sig mer tveksam till en sådan forskning, och Mats Wahlberg föreslår istället att namnet kommer av en hallbyggnad (möjligen även den kopplad till kult), men kan eventuellt även betyda upphöjning eller terrassering.
Möjligen finns någon koppling till byn Hovberga, som före storskiftet gränsade till Hov. Den troligaste etymologiska förklaringen vore att Hovberga ursprungligen varit fäbod till Hov, men Hovberga förekommer i skriftliga handlingar redan 1312 som självständig by, och har till skillnad från Hov ett gravfält med 25 gravar. (RAÄ 9, Östervåla)
Byn saknar gravfält som kan direkt kopplas till byn, men den ligger intill Östervåla kyrka, och har troligen fungerat som kyrkby.
1541 fanns två kyrkolandbor i Hov. Under 1600-talet ägde regementsskrivare och senare överinspektören över salpetersjudarna Petter Gamb hela byn, han sålde den senare till kyrkoherden i Östervåla.